# Sombrero Vueltiao

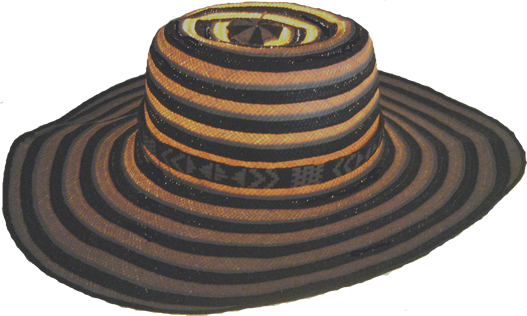
Il sombrero vueltiao.

Il sombrero vueltiao è un tradizionale cappello colombiano, nonché uno dei simboli della nazione.
È tradizionalmente realizzato in Gynerium sagittatum, conosciuta nel luogo come caña flecha, un tipo di pianta che cresce nella regione. La parola vueltiao è un regionalismo colombiano della regione caraibica e della zona intorno al fiume Magdalena derivato dalla parola vuelta (in italiano giro), ed è un riferimento alla tecnica con cui il cappello viene realizzato. La qualità del cappello è infatti determinata proprio dal numero di giri usati nella realizzazione e dalla sua flessibilità. La paternità del sombrero vueltiao viene generalmente attribuita alle popolazioni zenù della Colombia. 
Nel 2004 i partecipanti colombiani ai giochi olimpici hanno indossato il sombrero vueltiao come simbolo nazionale durante la cerimonia d'apertura. Viene anche tradizionalmente indossato dai danzatori cumbia e dai musicisti di vallenato.